# La Puntual
La Puntual és un teatre ubicat al carrer d'Allada-Vermell, número 15, de Barcelona, especialitzat en el teatre de titelles, marionetes i ombres xineses.
Va obrir les portes al públic per primer cop durant les festes de la Mercè, el 23 de setembre de 2005. El nom de La Puntual s'inspira en la botiga de betes i fils que apareix en l'obra de Santiago Rusiñol, L'Auca del senyor Esteve, i en certa manera fa homenatge a l'autor, que va néixer a la cantonada d'aquest carrer amb el de la Princesa.
És el teatre més petit de la ciutat i, amb un aforament de 50 espectadors, ofereix una programació estable els caps de setmana i festius. Organitza diversos festivals al llarg de l'any.
L'espai, abans de convertir-se en teatre, havia estat des de 1986 el taller de construcció de marionetes de la Companyia de Marionetes La Fanfarra, el grup teatral responsable del Teatre Malic, que es trobava en el mateix barri.